# 崇山 (繙譯進士)
崇山，字樂之，滿洲正紅旗人。清朝政治人物、進士出身。
光緒二十年（1894年），中式甲午恩科繙譯進士。選庶吉士，散館后授翰林院編修，后升任侍讀。
二十一年四月，散館，授職編修。二十七年二月，升詹事府右贊善。五月，升左中允。十一月，升洗馬。二十九年七月，充日講起居注官。三十年二月，升翰林院侍讀，食俸三箇月。八月初八日，見